# Blistrup Kirke
Blistrup kirke ligger i Blistrup, en by mellem Græsted og Rågeleje, i Nordsjælland.

## Historie
Blistrup Kirke er en romansk kampestensbygning med enkelte kridtstenskvadre, indviet i 1140 til Jomfru Maria.
De to kirkeklokker kommer fra henholdsvis: Esrum Kloster, 1491, støbt af Oluf Kegge og en klokke omstøbt på Frederiksværk i 1840 af V. Gamél.

## Eksterne kilder og henvisninger
- Blistrup Kirke hos denstoredanske.dk
- Blistrup Kirke hos KortTilKirken.dk
- Blistrup Kirke hos danmarkskirker.natmus.dk (Danmarks Kirker, Nationalmuseet)